# Кондратьев, Анатолий Семёнович
Анатолий Семёнович Кондра́тьев (24 января 1948 года, Миасс, Челябинская область) — советский и российский математик, лауреат премии имени А. И. Мальцева.

## Биография
Родился 24 января 1948 года в Миассе Челябинской области.
В 1970 году окончил Уральский государственный университет по специальности «математика».
В 1991 году защитил докторскую диссертацию, а в 1993 получил учёное звание профессор.
Ведущий научный сотрудник отдела алгебры и топологии Института математики и механики УрО РАН.
С 1995 года преподаёт в Уральском государственном университете.
Научные работы посвящены проблемам конечных и алгебраических групп, их представлениям, групповые геометрии.
Автор более 70 научных работ.

## Награды
Премия имени А. И. Мальцева (2006) — за цикл работ по теории конечных групп и их представлений.